# Nupserha antinorii
Nupserha antinorii är en skalbaggsart som först beskrevs av Aurivillius 1928.  Nupserha antinorii ingår i släktet Nupserha och familjen långhorningar. Inga underarter finns listade i Catalogue of Life.